# Not Alone
„Not Alone“ (на български: Не сте сами) е песен на арменския певец Арам Mp3, избран чрез вътрешна селекция, с която той ще представи страната си на песенния фестивал „Евровизия 2014“.
По думите на певеца посланието на песента е, че „не трябва да се предаваш, а винаги да се бориш за любовта. Една целувка може да промени всичко.“ В интервю за уебсайта на „Евровизия“ той споделя, че посланието на песента е „много сложно, почти като филм“.

## Избор на песен и издаване

### Вътрешна селекция
На 31 декември 2013 година от телевизия Армения 1 оповестяват, че Арам Mp3 ще бъде арменският представител на европейския фестивал. На 21 февруари става ясно, че песента на Арам вече е избрана, но че ще бъде представена заедно със своя видеоклип през март. Получени са над 75 песни-предложения от арменски и чуждестранни композитори.

### Издаване
Процесът по записване на песента започва през февруари 2014 година. Видеоклипът е заснет от Григор Гаспарян в Ереван през март. Песента и клипът към нея са официално представени на 14 март 2014 година.

## Изпълнения на живо
Арам Mp3 изпълнява за пръв път песента на живо на 31 януари 2014 година. Певецът ще излезе в първия полуфинал на „Евровизия“, който ще се състои на 6 май 2014 година.